# Lamberto Loria
Lamberto Loria (Alejandría, Egipto, 12 de febrero de 1855-Roma, 4 de abril de 1913) fue un etnógrafo, naturalista y explorador italiano.

## Biografía
Nacido en Alejandría de Egipto en el seno una familia judía, después de la muerte de su madre Clara regresó a Italia con Marco —su padre—, estableciéndose en la ciudad de Pisa. Allí asistió a la escuela secundaria y a la universidad, hasta graduarse en 1881 en matemáticas. Luego acudió a la Sociedad italiana de Antropología y Etnología fundada en Firenze por Paolo Mantegazza (1870), apasionándose por los estudios etno-antropologicos.
En 1883 visitó Suecia, Noruega, Finlandia, Rusia y Turkestan, países en los cuales advirtió numerosos objetos de interés etnografico. En 1886 partió para Nueva Guinea junto con Helio Modigliani, pero para razones de salud se limitó a un breve estancia en India. Tras ello se dirigió al Alto Egipto y subió por el Nilo hasta la primera catarata.
Muy pronto orientó sus intereses científicos y etnograficos hacia Nueva Guinea, isla ya en parte explorada entre 1865 y 1886 por Luigi María de Albertis y Odoardo Beccari. Se dirigió entonces al sudeste del territorio de Nueva Guinea y a finales de 1888 hacia la Papuasia, región que exploró en los años 1889-1890 y 1892-1897.
En Nueva Guinea permaneció por un total de siete años, visitó las Islas Trobriand y realizó un último y breve viaje a Eritrea, en el año 1905.
Mientras sus variadas colecciones naturalistas y etnograficas confluían hacia los más grandes museos italianos (el Museo Cívico de Génova, el Museo Pigorini de Roma, el Museo de Antropología y de Etnología de Firenze y el Arqueológico Etnológico de Modena), Loria publicó algunos pocos escritos acerca de su investigación en Nueva Guinea (o Papuasia, en la denominación de la época), los cuales permanecieron inéditos en forma de apuntes y diarios.
Diversas especies animales honran el nombre de Lamberto Loria, como por ejemplo una tipo de rana (Oreophryne loriae), una lagartija (Cyrtodactylus loriae), un scinco (Sphenomorphus loriae), una serpiente (Toxicocalamus loriae), la paradisea aterciopelada de Loria (Cnemophilus loriae), el ratón arbóreo de Loria (Pogonomys loriae), y dos subespecies de aves (Ptilorrhoa leucosticta loriae y Pitta erythrogaster loriae), entre otras.
En la última fase de su vida —establecido ya en Italia y concluida su actividad de explorador— se dedicó a la etnografia italiana y colaboró con el antropólogo físico Aldobrandino Mochi, alumno de Mantegazza, en la recolección de objetos de los pueblos italianos. Ambos compartían una visión teórica evolucionista, que consideraba las clases subalternas de las sociedades "civiles" similares a las primitivas, por sus modos de vida y su cultura. Ambos fundaron en el 1906 el Museo de Etnografia italiana de Firenze, cuyos materiales componen ahora el núcleo principal del Museo de Artes y Tradiciones populares (MAT) de la EUR, en Roma. En 1910 fundó la Sociedad de Etnografia Italiana y se hizo promotor del primer Congreso Nacional de la misma organizado en 1911 en la capital italiana.

### La Muestra de Etnografia Italiana
Ese mismo año, con motivo de las celebraciones del cinquantenario de la Unificación de Italia, se organizó en la capital una muestra de etnografia italiana para ofrecer a los visitantes una imagen “auténtica” de la vida de las clases populares. A tal fin y por pedido de Ferdinando Martini, los materiales del Museo de Etnografia de Firenze fueron transferidos a Roma, pero sobre todo se procedió a una exhibición de colecciones etnográficas reproducidas sobre la base de una manipulación bastante inescrupulosa de los hallazgos originales sobre trajes regionales. Los “verdaderos”, de hecho, ya no existían y los colaboradores de Loria se encargaron de recolectar el material para Italia, siguiendo el modelo de los trajes folclóricos antiguos, incompletos, desteñidos y desgarrados.

## Obra
- Carta al profesor P. Mantengazza, en el archivo de Antropología y Etnología, XIV (1884), pp. 414-418;
- Desde el interior de Nueva Guinea. Carta del Dr. Lamberto Larsen, en Sociedad Geográfica italiana, S. 3, IV (1891), pp. 905-911;
- Los viajes del Dr. Lamberto Larsen a Nueva Guinea, ibíd., X (1897), pp. 156-161;
- Actas del Congreso colonial italiano en Asmara, (1905), comisariado por C. Rossetti, Roma 1906, II, pp. 34, 52, 98, 104, 124, 132, 159;
- Sobre la recolección de materiales para la etnografía italiana, Florencia 1906;
- Para la etnografía italiana. De la forma de promover los estudios de etnografía italiana, Roma 1910;
- Actas del Congreso italiano de Etnografía de Roma (1911), Perugia 1912, pp. 17-20;
- Dos palabras de programa, en Lares, I (1912), pp. 9-24;
- Etnografía, instrumento de política interna y colonial, ibíd., pp 73-79.